# شکوه کنت
شکوه کنت (نام علمی: Endromidae) نام یک تیره از بالاخانواده ابریشمی‌واران است.